# The National Herald
«Нэшнл ге́ральд» (англ. The National Herald, переводится как «Национальный вестник») — американская еженедельная газета, а также интернет-издание (с 2004 года), освещающее события в жизни греческой общины США и диаспоры в целом, а также Греции, Кипра и Вселенского Патриархата. Основана в 1997 году, и является англоязычной версией американской грекоязычной газеты «Εθνικός Κήρυξ» (или «Εθνικός Κήρυκας», «Этнико́с ки́рикс») — старейшей, крупнейшей и самой влиятельной ныне существующей ежедневной газеты греческой диаспоры, открытой в 1915 году.
«Ε.Κ.» — одна из старейших непрерывно публикуемых ежедневных газет в США и единственное ежедневное грекоязычное издание в Северной Америке. По мнению греко-американского писателя и журналиста-расследователя Николаса Гейджа, «TNH является одной из лучших этнических газет, публикуемых в США, а её интернет-издание — лучшим источником новостей о греках и американских греках, доступных в сети Интернет».
Штаб-квартира расположена в Лонг-Айленд-Сити (Куинс, Нью-Йорк). Имеет офисы в Греции и на Кипре. Нынешний издатель-редактор — Антонис Диаматарис.

## История

### XX век

#### Эпоха Петроса Татаниса

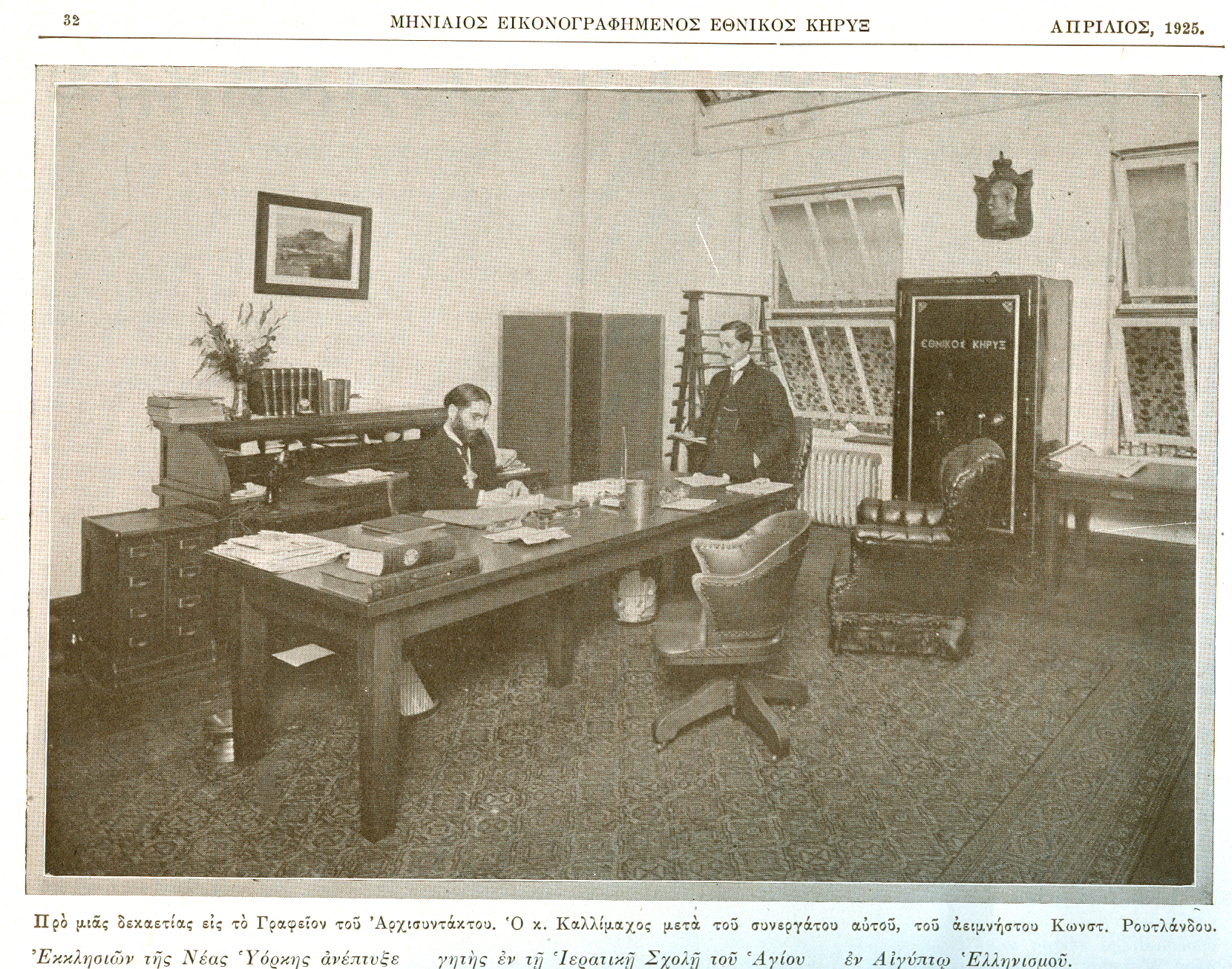
Димитриос Каллимахос (слева) и Петрос Татанис в офисе «Ε.Κ.» (1925)

Газета «Этникос кирикс» была учреждена 2 апреля 1915 года на Манхэттене (Нью-Йорк) состоятельным молодым греческим коммерсантом Петросом (Питером) Татанисом, родившимся 20 июля 1885 года в Амальясе (Пелопоннес, Греция). Это произошло спустя несколько лет после первой крупной волны греческой иммиграции в Америку. На протяжении нескольких лет Татанис проживал в Египте, позднее в 1905 году он приехал в Нью-Йорк в качестве представителя компании, принадлежавшей братьям его матери. Компания занималась экспортом муки, нефти и текстиля, а также импортом кофе, сотрудничала с крупнейшими европейскими государствами и колониями, такими как Египет и Индия, используя частные суда. Её центральный офис в Нью-Йорке располагался на Уолл-стрит.
Первоначально «Ε.Κ.» продавалась в газетных киосках Нью-Йорка, а позднее во всех городах страны, где компактно проживали греческие иммигранты. Её первым главным редактором являлся Димитриос Каллимахос, уроженец Фракии (Греция).
Татанис вложил в банк огромную по тем временам сумму в 100 000 долларов в качестве гарантии того, что его газета будет издаваться стабильно, а не закроется спустя короткое время, как это случалось со многими предыдущими греческими газетами.
«Этникос кирикс» была далеко не первой газетой американских греков. На момент её появления и после в США учреждались и часто спустя непродолжительное время закрывались десятки газет. Одним из примеров является авторитетная газета «Ατλαντίς» (Atlantis, Атлантис) — первая в Соединённых Штатах успешная и крупнейшая грекоязычная газета, основанная 3 марта 1894 года предпринимателем Солоном Дж. Власто. С появлением «Ε.Κ.» две газеты начали конкурировать между собой. В отличие от промонархической «Атлантис», фанатично поддерживавшей короля Греции Константина I, газета «Этникос кирикс» изначально держала сторону премьер-министра Греции республиканца Элефтериоса Венизелоса, по инициативе которого, возможно, и была создана в качестве противовеса «Атлантис».
Сильнейшее противостояние между Венизелосом и Константином, результатом которого стала Национальная схизма греческого общества, привело также к глубокому расколу в среде греческой общины США. Аналогичный процесс затронул и греческую православную церковь. «Атлантис» закрылась в 1973 году, в связи с чем «Этникос Кирикс» фактически стал самой крупной и авторитетной грекоязычной газетой в США.
В газетном заголовке первого номера «Ε.Κ.», вышедшего в пятницу 2 апреля 1915 года, было напечатано интервью с Венизелосом под названием «Συνέντευξις Βενιζέλου με τον Εθνικόν Κήρυκα — Θα έκαμνε την Ελλάδα ίσην με την Ιταλία». Заголовок, напрямую отражавший чаяния Венизелоса о Великой Греции, в то время как Италия имела виды на Восточное Средиземноморье, соответствовал целям газеты: поддержка Венизелоса и борьба за территориальное право Греции. В связи с этим неслучайным было и назначение в качестве главного редактора Димитриоса Каллимахоса — журналиста и теолога, проповедника Великой идеи, Энозиса и устремлений Венизелоса.

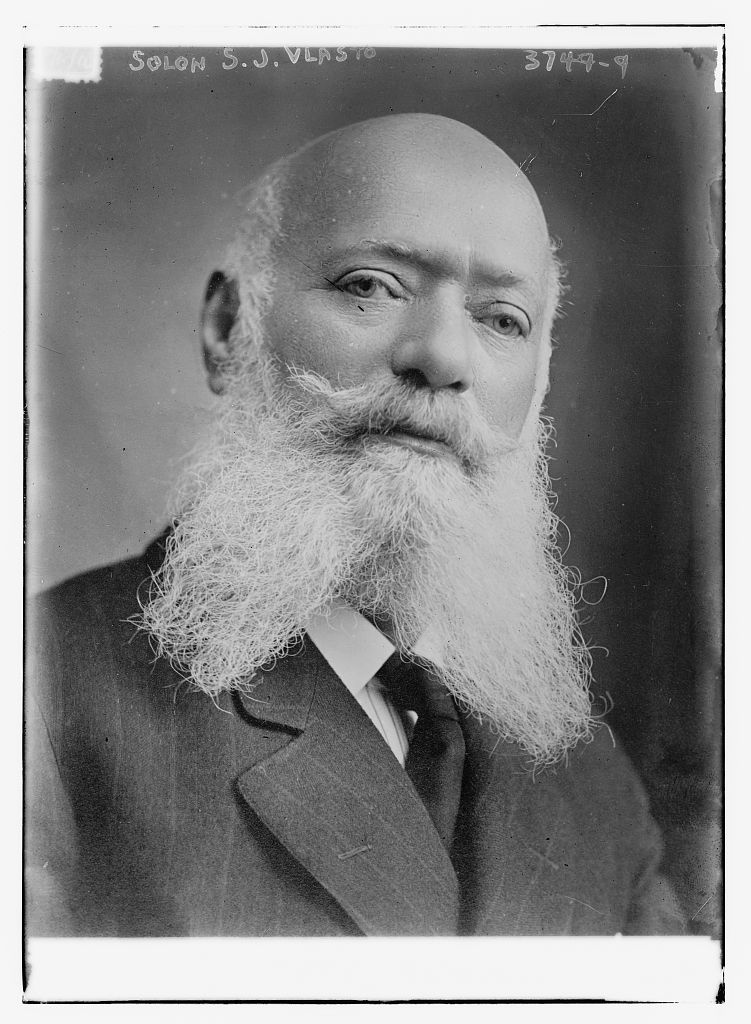
Солон Власто (1915)

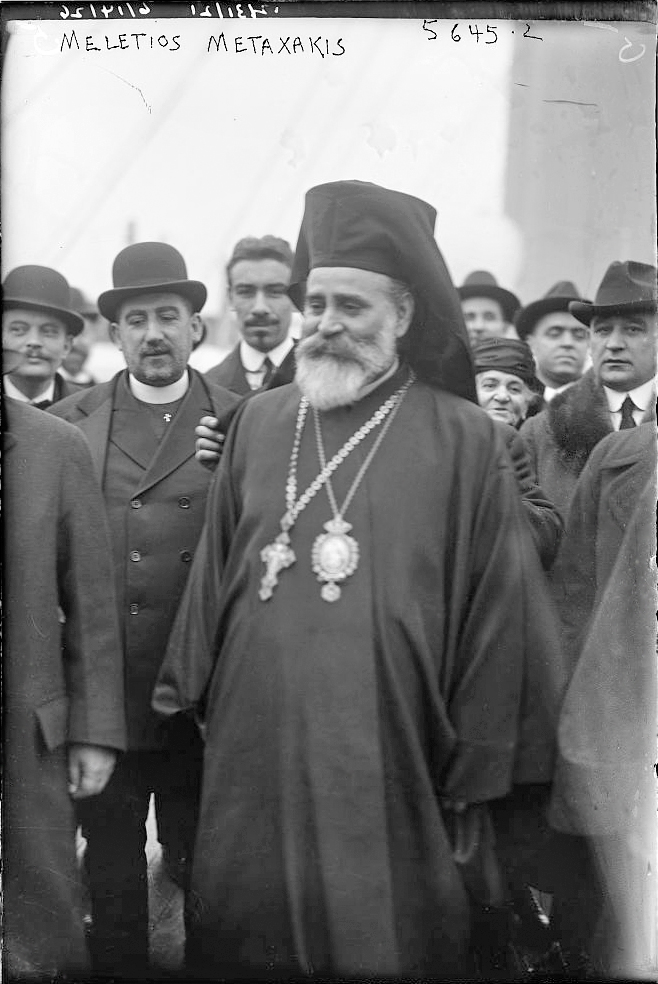
Вселенский Патриарх Мелетий в Нью-Йорке (1921)

Программа Венизелоса (либеральная политика, европейская ориентация, модернизация и реализация Великой идеи) встретила большой отклик в среде растущей буржуазии Греции и греков диаспоры, особенно среди коммерсантов и предпринимателей, проживавших в Александрии, Константинополе, Смирне и Нью-Йорке, где поселился Петрос Татанис. В октябре 1921 года Венизелос находился с частным визитом в США. В Нью-Йоркской бухте его встречали 10 000 греков. Это мероприятие было организовано Петросом Татанисом и новоизбранным Вселенским Патриархом Мелетием (Метаксакисом). Венизелос также выступил с речью в Либеральном клубе и посетил офисы «Ε.Κ.».
Хотя первоначальной целью и поводом для создания «Ε.Κ.» являлось усиление позиций и голоса венизелистов, уже очень скоро газета помимо роли рупора венизелизма стала отвечать потребностям всей греческой общины США. С одной стороны «Ε.Κ.», отстаивая интересы греческих иммигрантов, формировала их позицию перед лицом американизации и способствовала постепенной интеграции греков в американское общество, с другой — не прекращала продвижение греческого языка, культуры и православной веры.
В 1907 году Татанис основал Панэллинский союза Америки — первую греко-американскую организацию, занимавшуюся защитой греческих иммигрантов, сохранением национальной идентичности и поддержкой Греции. Он являлся одним из руководящих организаторов деятельности либералов Нью-Йорка, а также членом Греко-американского общества, в которое входили, главным образом, американские филэллины, а также известные американские греки. Общество занималось лоббированием интересов Греции, в частности влиянием на внешнюю политику США во время Парижской мирной конференции, когда в 1919 году Венизелосу удалось добиться поддержки союзников на проведение похода по взятию Смирны — первого этапа Малоазийского похода, который имел для греков трагический конец после провала Венизелоса на выборах 1920 года и поражения греческой армии в 1922 году.
Спустя несколько дней после Великого пожара в Смирне Татанис отправил экстренную телеграмму президенту США Уоррену Гардингу, в которой подчеркнул опасность, с которой столкнулись греки в восточной части Фракии, и заявил, что имеется 75 000 обученных американских граждан, включая его самого, которые готовы взять в руки оружие с целью помешать полному истреблению греков в случае нападения турок. В апреле 1922 года, в критический период, предшествовавший последним военным операциям в Малой Азии, Татанис в переписке с Андреасом Михалакопулосом обсуждал вопрос заключения перемирия с турецкими силами Кемаля Ататюрка.
Название «Εθνικός Κήρυξ» и её логотип были скопированы с газеты «Κήρυξ» (Вестник) Венизелоса, выходившей в Ханье. Слово «Εθνικός» (Национальный) было добавлено с целью показать, что газета относилась не только к нью-йоркским грекам, но к греческой общине США в целом.
Питер Татанис оставался издателем «Этникос кирикс» до 1933 года, когда в результате глубокого экономического кризиса (Великая депрессия), разразившегося в 1929 году, вынужден был продать газету. Он умер 27 декабря 1959 года в Нью-Йорке от сердечного приступа в возрасте 74 лет. За свою деятельность на благо эллинизма Татанис был награждён степенью Офицера ордена Спасителя — высшей государственной награды Греческой Республики. В 2012 году его родной дом в Амальясе был преобразован в Музей прессы греков зарубежья.

#### После Татаниса
В 1940 году издателем «Этникос кирикс» стал профессор Васос Влавианос, в годы гражданской войны в Греции поддерживавший ЭАМ-ЭЛАС, а ранее, как и его предшественник Эврипидис Кехаяс, критиковавший диктаторский Режим 4-го августа премьер-министра Иоанниса Метаксаса. Будучи либералом, Влавианос был вынужден покинуть Грецию.
В 1947 году Влавианос, имевший влияние на американскую политическую жизнь, был вынужден продать газету своему главному редактору Бабису Маркетосу, уроженцу Кефалонии (Греция), который после почти 30-летнего плодотворного руководства продал её адвокату и помощнику министра финансов США Юджину Россидису.

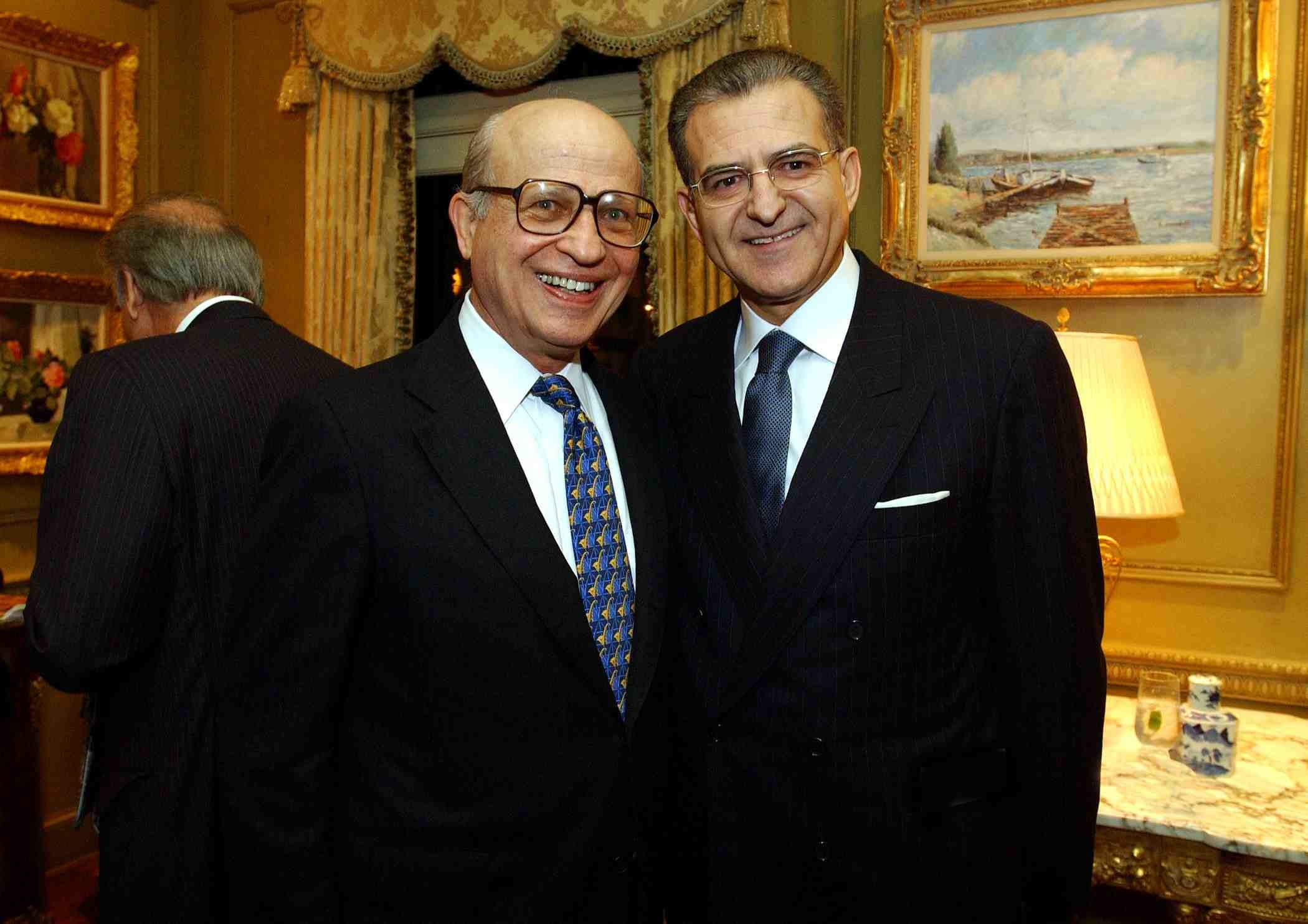
Юджин Россидис (слева) и Антонис Диаматарис (2003)

В конце 1978 года греческая (кипрская) бизнесвумен Фани Петалиду основала ежедневную газету «Πρωινή» (Проини), которая составила серьёзную конкренцию «Ε.Κ.», однако по финансовым причинам прекратившая своё существование уже в 2001 году. «Проини» поддерживала греческую партию ПАСОК, в то время как «Ε.Κ.» держала сторону партии «Новая демократия». Вскоре Россидис продал 50 % акций газеты: 25 % — редакционному директору Джорджу Леонардосу и 25 % — финансовому директору Антонису Диаматарису, а в течение нескольких последующих месяцев и остальные 50 % акций, по 25 % каждому. 14 сентября 1979 года Антонис Диаматарис, уроженец Лимноса (Греция), иммигрировавший в США в 1969 году, приобрёл долю акций Леонардоса, став единственным владельцем «Ε.Κ.».
В 1982 году «Этникос кирикс» переехала с Манхэттена в свою частную штаб-квартиру на Лонг-Айленде.
В 1983 году был открыт первый офис газеты в Афинах (Греция).
В 1984 году газета приобрела собственные высокопроизводительные печатные машины.
17 октября 1997 года газета запустила еженедельное англоязычное сестринское издание «The National Herald», которое быстро достигло высокого уровня читательской аудитории.

### XXI век
В 2002 году подписчики TNH в Нью-Йорке и соседних восточных штатах начали получать газету на дом.
В 2003 году TNH расширила ареал доставки на дом, включив в него регион Новая Англия.
В 2004 году TNH запустила собственный веб-сайт, который имеет многочисленных подписчиков как на всей территории США, так и по всему миру.
В 2005 году TNH переехала в свою нынешнюю, находящуюся в её частной собственности ультрасовременную штаб-квартиру, расположенную в нью-йоркском районе Лонг-Айленд-Сити.
В 2016 году 30-я авеню в Нью-Йорке, расположенная перед штаб-квартирой TNH в Куинсе, была переименована в «Εθνικός Κήρυξ — Νational Herald Way». В торжественном мероприятии по этому случаю принимал участие мэр Нью-Йорка Билл Де Блазио. Это событие стало первым случаем, когда городской совет Нью-Йорка одобрил название улицы на греческом и английском языках, а также первым за последние 20 лет случаем, когда улица в Нью-Йорке получила название, связанное с греческой общиной США.
В разные годы и на протяжении различного периода времени с «Ε.Κ.» сотрудничали такие известные греки как поэты Костис Паламас и Георгиос Дросинис, писатели Бабис Аннинос, Димитриос Камбуроглу и Димосфенис Вутирас, журналисты и писатели Тимос Мораитинис, Павлос Палеологос, Костис Бастиас, Йоргос Фтерис, Панос Каравиас, Алекос Лидорикис, Димитрис Иоаннопулос, Костас Уранис, Сотирис Скипис, Григориос Дафнис, Георгиос Дросос, Христос Пасаларис, Димитрис Псатас и многие другие.
Газета имеет офисы в Вашингтоне (округ Колумбия), Бостоне (Массачусетс), Флориде, Афинах, Триполи, Ираклионе (Греция) и Никосии (Кипр).
Своей деятельностью «Ε.Κ.» стремится, помимо прочего, к сохранению греческого языка и православия.

## Офисы и здание
На протяжении более 60 лет со дня появления «Ε.Κ.» её офисы и печатное оборудование располагались на 26-й улице Манхэттена, в нескольких кварталах от офиса газеты «Атлантис», что было связано с тем, что большинство нью-йоркских греков в то время проживало на западной стороне Манхэттена.
При Юджине Россидисе офис «Ε.Κ.» переехал на Парк-авеню-саут.
В 1982 году Антонис Диаматарис перевёл офисы «Ε.Κ.» на Кресент-стрит, расположенной в половине квартала от Моста Куинсборо (Мост 59-й улицы) в районе Лонг-Айленд-Сити, а спустя несколько месяцев купил здание, где с тех пор располагается штаб-квартира газеты.
В 1984 году «Ε.Κ.» взял в аренду офис, а в 1988 году приобрёл собственное здание в Афинах (Греция).

## Издатели
- 1915—1933 — Петрос П. Татанис
- 1933—1939 — Эврипидис Кехаяс
- 1939—1940 — Пол Димос
- 1940—1947 — Васос И. Влавианос
- 1947—1977 — Бабис Маркетос
- 1977—1978 — Юджин Россидис
- 1978—1979 — Йоргос Леонардос и Антонис И. Диаматарис
- 1979—н. в. — Антонис И. Диаматарис